# Инверуно
Инверу̀но (на италиански: Inveruno, на западноломбардски: Invrügn, Инвърюн) е градче и община в Северна Италия, провинция Милано, регион Ломбардия. Разположено е на 161 m надморска височина. Населението на общината е 8686 души (към 2010 г.).